# James Ryan
James Ryan (Blackrock, 24 luglio 1996) è un rugbista a 15 irlandese, che gioca come seconda linea nel Leinster in Pro14.

## Biografia
Dopo alcune apparizioni con la squadra cadetta di Leinster nella British and Irish Cup, Ryan fece il suo esordio professionistico con la provincia irlandese durante la stagione 2017-18 del Pro14, vinta dalla franchigia con sede a Dublino. Nella stessa annata si laureò campione d'Europa vincendo la European Rugby Champions Cup 2017-2018 saltando un solo incontro tra quelli disputati da Leinster nella competizione.
A livello internazionale, Ryan ha guidato, come capitano, la rappresentativa under-20 irlandese alla finale del Campionato mondiale giovanile di rugby 2016 persa contro l'Inghilterra. Il commissario tecnico dell'Irlanda Joe Schmidt lo convocò per il tour estivo del 2017 senza che avesse mai giocato una partita di club a livello professionistico; durante il tour debuttò, segnando una meta, nell'incontro con gli Stati Uniti. Successivamente, nel novembre dello stesso anno, affrontò le sfide contro Sudafrica e Argentina. Fu uno dei protagonisti del Grande Slam irlandese al Sei Nazioni 2018 del quale giocò tutte le partite tranne quella contro l'Italia.
Al 27 maggio 2018, Ryan non ha mai perso una partita a livello professionistico.

## Palmarès
- Pro14: 4
Leinster: 2017-18, 2018-19, 2019-20, 2020-21
- Champions Cup: 1
Leinster: 2017-18